# Bellersheim
Bellersheim ist ein Stadtteil von Hungen im mittelhessischen Landkreis Gießen.

## Geographie

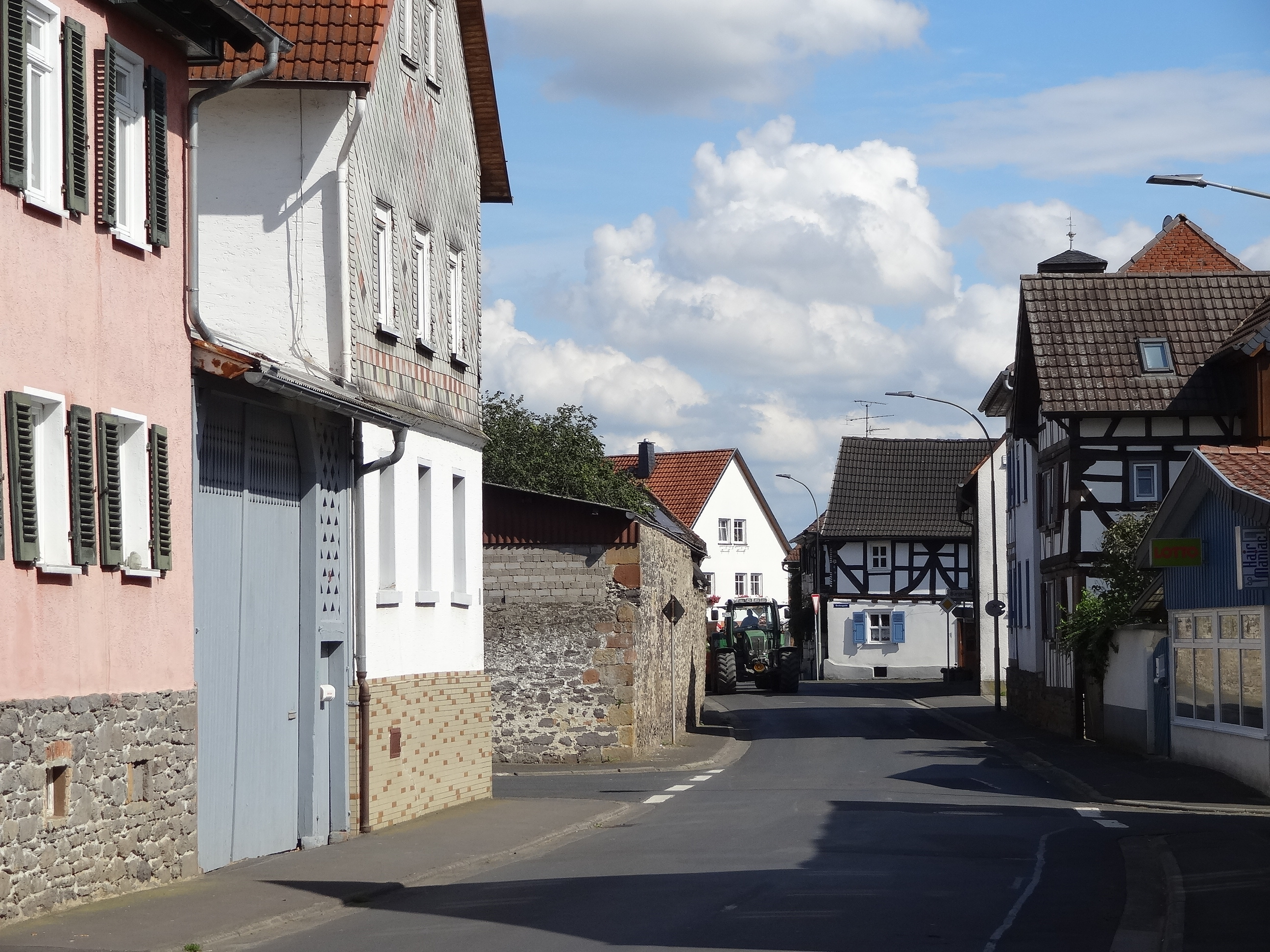
Münzenberger Straße

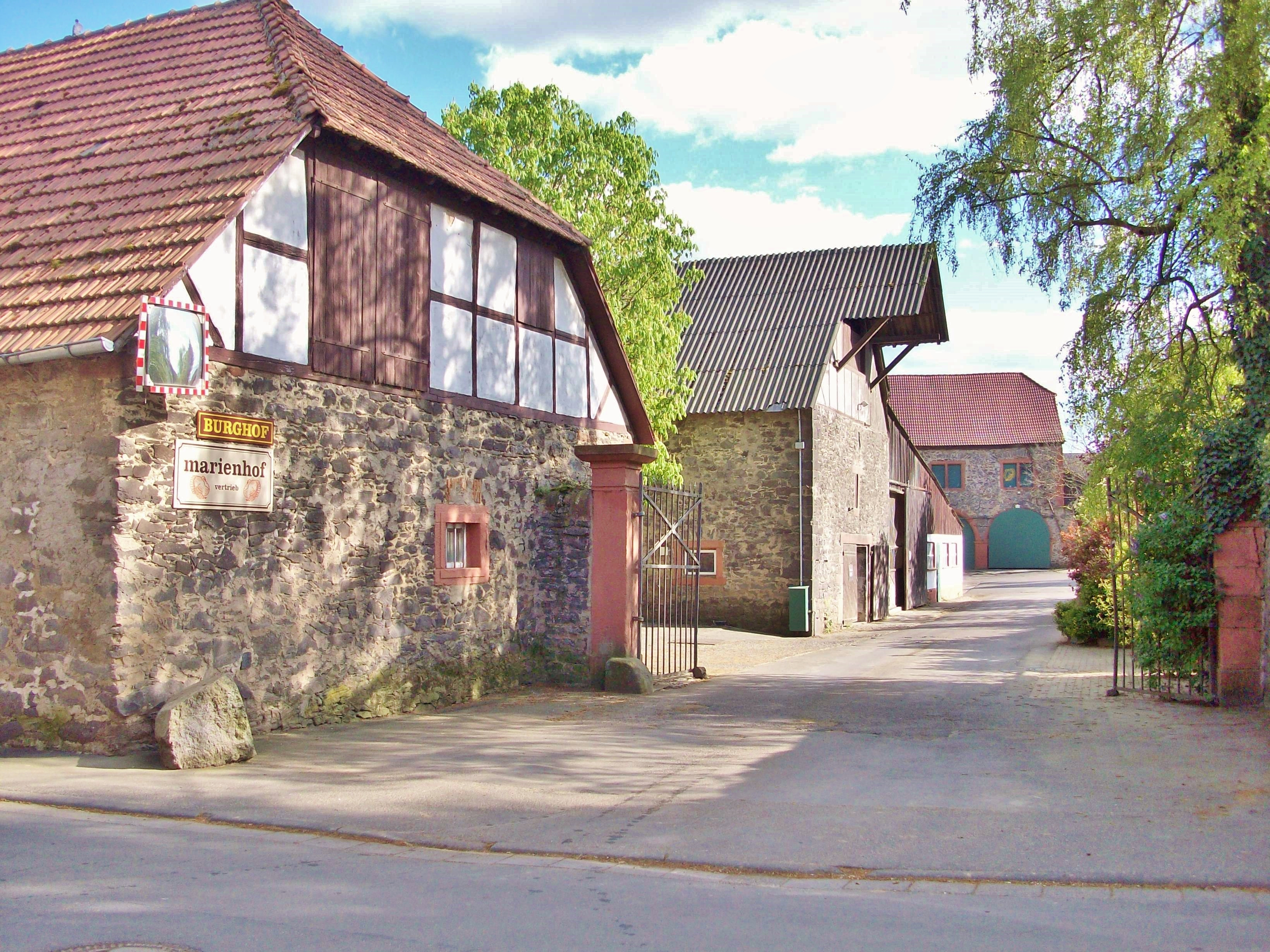
Eingang zur Oberburg

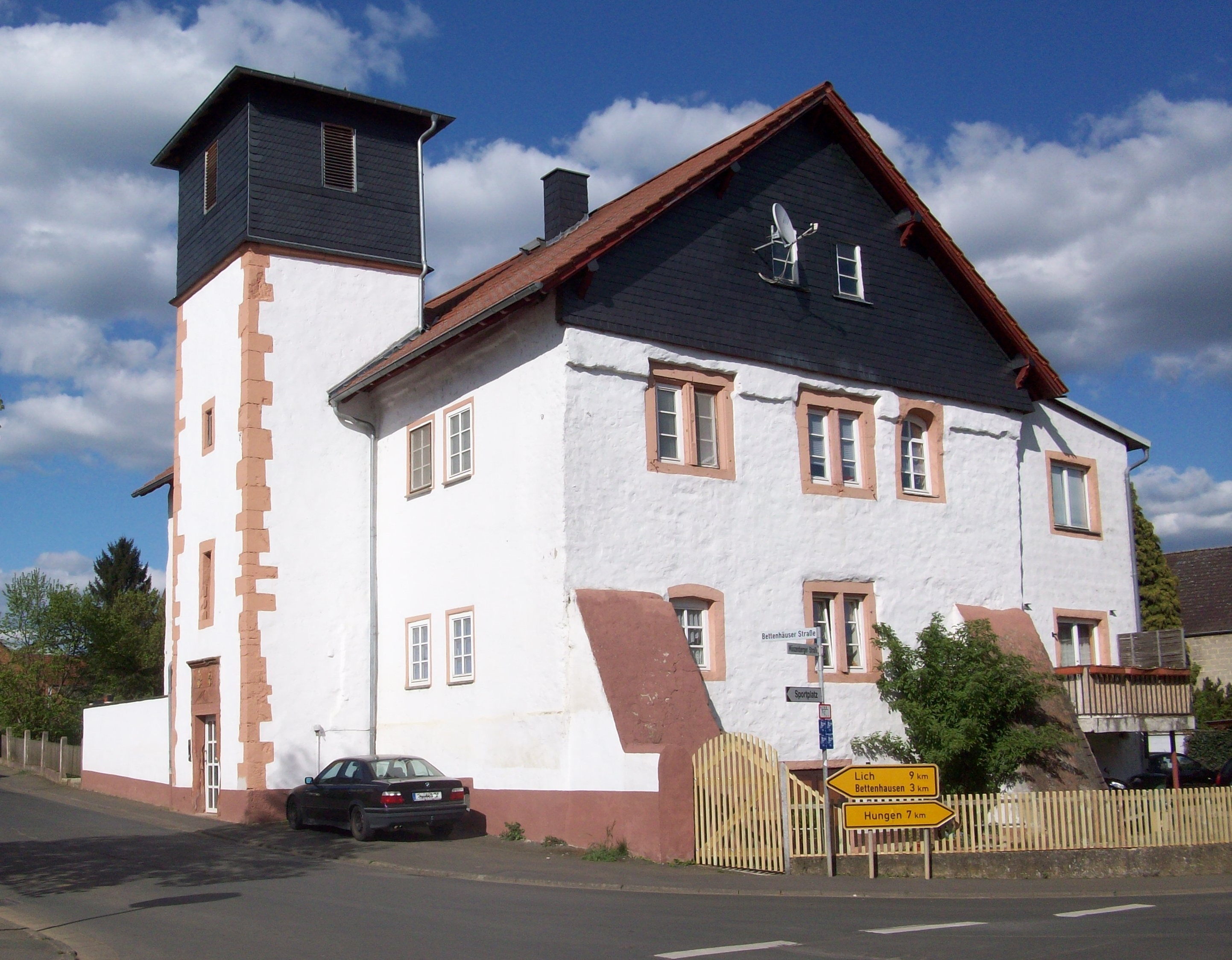
Die Reste der Mittelburg

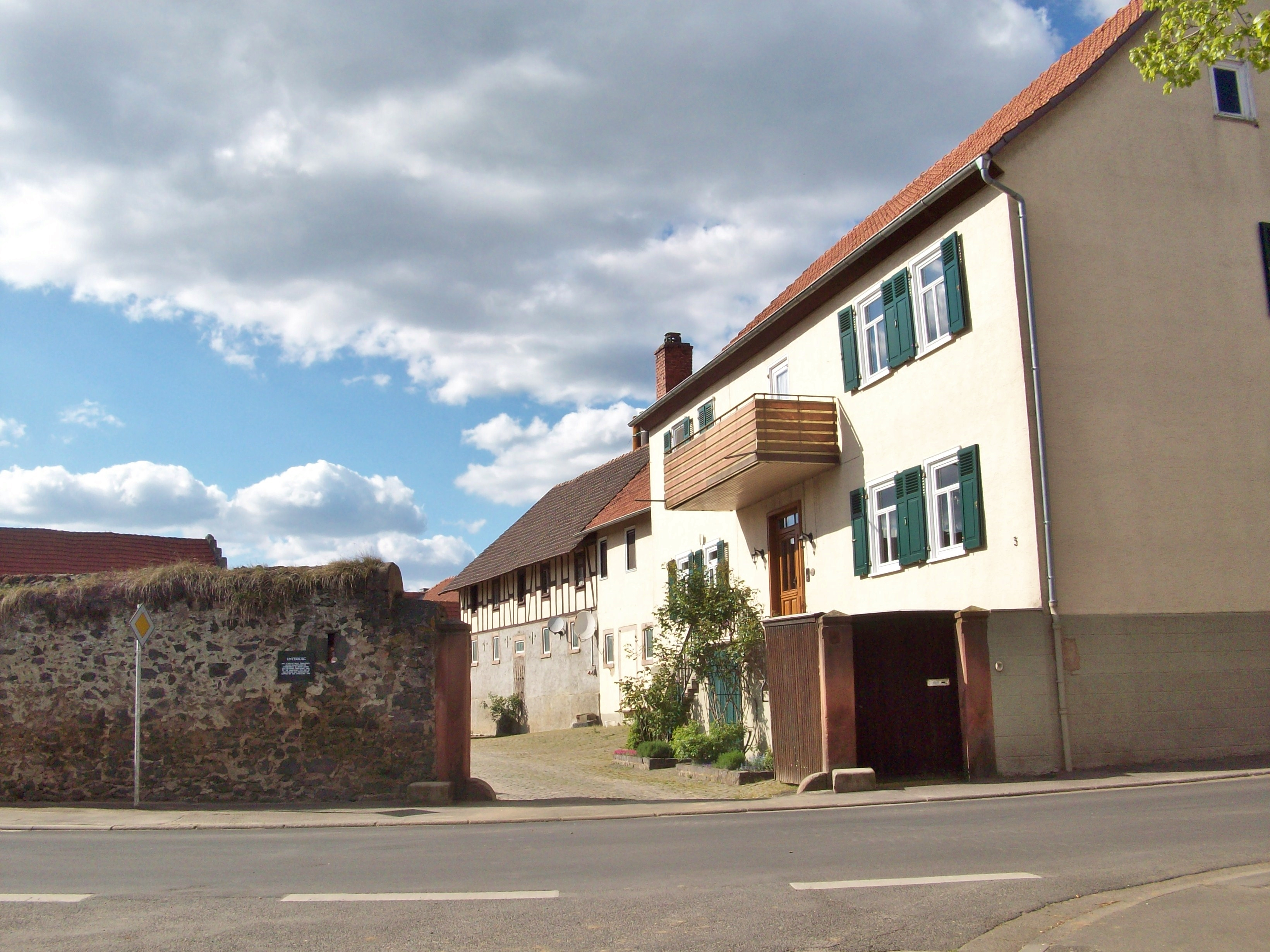
Hofeingang zur ehemaligen Unterburg in Bellersheim. Burgmauer mit Schießscharte und Erklärungstafel, rechts Herrenhaus

Bellersheim liegt in der nördlichen Wetterau am Westrand einer Niederung, die mit geringer Neigung nach Osten zur fünf Kilometer entfernten Horloff entwässert. Am östlichen Ortsrand liegt der Sachsensee. Hierbei handelt es sich um einen rekultivierten Braunkohletagebau. Die Gemarkungsfläche beträgt 889 ha, davon sind auf den Höhen westlich bis nördlich der Ortslage 190 Hektar bewaldet. Die höchste Erhebung erreicht hier 220 Meter.

## Geschichte

### Vorgeschichte
Heute noch vorhandene Grabhügel aus der Bronzezeit weisen die vorherige Nutzung des Siedlungsplatzes nach. Die Lage im Altsiedelland, im nördlichen Randbereich der fruchtbaren Wetterau, berechtigt zu der Annahme, dass der Platz seit der Jungsteinzeit genutzt wurde. Aus römischer Zeit gibt es noch die Reste einer villa rustica im Markwald Bellersheim, Distrikt „Streuben.“ Dort wurden auch Fliesen aus dem 13. Jahrhundert gefunden.

### Ersterwähnung
Erstmals wurde im Jahre 769 die „Baltratisheimer marca“ im Lorscher Codex erwähnt. Weitere Erwähnungen Bellersheims in dieser Handschrift sind die villa Baldradesheim (774) und Baldrisheim marca, in (780). Aus der gleichen Zeit stammen die Ersterwähnungen der Nachbarorte Wohnbach und Obbornhofen. Das Kloster Lorsch erhielt zwischen 769 und 774 insgesamt zwölf private Schenkungen in Bellersheim.
Spätere Namensformen von Bellersheim in schriftlichen Erwähnungen waren (in Klammern das Jahr der Erwähnung): Beldersheim (1220), und Beldirshein (1341),.
Im Mittelalter gab es drei Burgsitze, die Bellersheimer Burgen, im Norden und Westen des historischen Dorfes. Die später in mehrere Linien verzweigte niederadelige Familie der Herren von Bellersheim hatte vermutlich dort ihren Stammsitz.
Im Spätmittelalter ging der Ort Rehborn, welcher in der heutigen Bellersheimer Gemarkung lag, wüst.
Im Osten, am Rande des historischen Dorfkerns steht die im 13. Jahrhundert erbaute Evangelische Kirche (Bellersheim).

### Amt Hungen
Graf Wilhelm Moritz von Greifenstein, der sich später wieder nach der Braunfelser Linie nannte, hatte seit 1693 die Herrschaft über das ganze Amt Hungen. Um 1700 umfasste das Amt die Dörfer Bellersheim, Bettenhausen, Birklar, Muschenheim, Nonnenroth, Röthges und Villingen, welche alle dienstpflichtig waren außer Langsdorf. In der Zeit von 1705 bis 1719 beteiligten sich die Einwohner des Ortes mit den übrigen Dörfern des Amtes Hungen an einer Rebellion gegen die Solms-Braunfelser Obrigkeit.
Eine wesentliche Ursache für diese Konflikte war die schlechte ökonomische Situation der weitgehend bäuerlichen Bevölkerung. Trotz guter Ackerböden in den südlich gelegenen Orten des Amtes waren die Menschen arm und zu Nebengewerbe gezwungen. Noch 1826 lebten von den 92 Haushalten in Bellersheim 20 zusätzlich von der Leinenweberei. Diese Situation war auch im 18. Jahrhundert nicht wesentlich anders. Die durchschnittliche landwirtschaftliche Betriebsgröße z. Zt. des Aufstands betrug in Bellersheim 2,57 ha. Innerhalb eines Zeitraums von mehr als 100 Jahren (1710–1825) wuchs die Zahl der Haushalte im Dorf lediglich um zwei. Diese Situation wurde dadurch verschärft, dass Graf Wilhelm Moritz „eine aufwändige Hofhaltung“ pflegte. Um diese zu finanzieren, wurden die in Geld zu leistenden Abgaben, besonders das Dienstgeld, deutlich erhöht. Der Anführer der Bellersheimer, Johann Heinrich Kempf, gehörte der dritten Steuerklasse an und musste 16 fl jährlich zahlen, die sein Hof aber nicht abwarf.
Bellersheim gehörte Anfang 1715 zu den Orten, die beim Reichshofrat in Wien Klage einreichten. Mit Druckmitteln wie Zwangsrekrutierungen der Schöffen und Ausschluss vom Abendmahl verschärfte die Obrigkeit die Situation. Nachdem Graf Wilhelm Moritz durch einen Beschluss des Reichshofrats gestärkt worden war, versuchte er, Zwangspfändungen durch Soldaten vorzunehmen. Diese scheiterten aber am Widerstand der Bevölkerung in Bellersheim und anderen Orten. Da sich die Hungener Landmiliz langsam auflöste, setzte man die Landmiliz des Amtes Wölfersheim ein, die aber am 26. November 1716 bei Nieder-Bessingen in die Flucht geschlagen wurde. Daraufhin wurde diese mit Braunfelser Soldaten verstärkt, aber vier Tage später von allen Bauern des Amtes Hungen bei Birklar und Muschenheim aus dem Amt gejagt.

### Ab dem 20. Jahrhundert
An Heiligabend 1944 gegen 15 Uhr wurde das Dorf von Bombern der US Air Force angegriffen. Zwei Staffeln mit 26 Maschinen warfen insgesamt 41,8 Tonnen Bomben ab. 13 Menschen starben bei diesem Angriff. Der Angriff der beiden Staffeln sollte eigentlich dem Flugplatz Harb bei Nidda gelten.
Hessische Gebietsreform (1970–1977)
Im Zuge der Gebietsreform in Hessen wurde zum 1. Januar 1977 kraft Landesgesetz die bis dahin selbstständige Gemeinde Bellersheim in die Kleinstadt Hungen eingegliedert. Für Bellersheim wurde wie für alle Stadtteile von Hungen ein Ortsbezirk eingerichtet.

### Verwaltungsgeschichte im Überblick
Die folgende Liste zeigt die Staaten und Verwaltungseinheiten, denen Bellersheim angehört(e):
- vor 1742: Heiliges Römisches Reich, Grafschaft Solms-Braunfels (Anteil an der Herrschaft Münzenberg), Amt Hungen
- ab 1742: Heiliges Römisches Reich, Fürstentum Solms-Braunfels (Anteil an der Herrschaft Münzenberg), Amt Hungen
- ab 1806: Großherzogtum Hessen,[Anm. 2] Fürstentum Oberhessen, Amt Hungen (des Fürsten Solms-Braunfels)[15]
- ab 1815: Großherzogtum Hessen, Provinz Oberhessen, Amt Hungen (des Fürsten Solms-Braunfels)[16]
- ab 1820: Großherzogtum Hessen, Provinz Oberhessen, Amt Hungen[Anm. 3]
- ab 1822: Großherzogtum Hessen, Provinz Oberhessen, Landratsbezirk Hungen[17][Anm. 4]
- ab 1841: Großherzogtum Hessen, Provinz Oberhessen, Kreis Hungen
- ab 1848: Großherzogtum Hessen, Regierungsbezirk Friedberg
- ab 1852: Großherzogtum Hessen, Provinz Oberhessen, Kreis Nidda
- ab 1867: Norddeutscher Bund,[Anm. 5] Großherzogtum Hessen, Provinz Oberhessen, Kreis Nidda
- ab 1871: Deutsches Reich, Großherzogtum Hessen, Provinz Oberhessen, Kreis Nidda
- ab 1874: Deutsches Reich, Großherzogtum Hessen, Provinz Oberhessen, Kreis Gießen
- ab 1918: Deutsches Reich (Weimarer Republik), Volksstaat Hessen, Provinz Oberhessen, Kreis Gießen
- ab 1938: Deutsches Reich, Volksstaat Hessen, Landkreis Gießen[18][Anm. 6]
- ab 1945: Amerikanische Besatzungszone,[Anm. 7] Groß-Hessen, Regierungsbezirk Darmstadt, Landkreis Gießen
- ab 1946: Amerikanische Besatzungszone, Hessen, Regierungsbezirk Darmstadt, Landkreis Gießen
- ab 1949: Bundesrepublik Deutschland, Hessen, Regierungsbezirk Darmstadt, Landkreis Gießen
- ab 1977: Bundesrepublik Deutschland, Hessen, Regierungsbezirk Darmstadt, Lahn-Dill-Kreis, Stadt Hungen[Anm. 8]
- ab 1979: Bundesrepublik Deutschland, Hessen, Regierungsbezirk Darmstadt, Landkreis Gießen, Stadt Hungen
- ab 1981: Bundesrepublik Deutschland, Hessen, Regierungsbezirk Gießen, Landkreis Gießen, Stadt Hungen

### Gerichte seit 1803
In der Landgrafschaft Hessen-Darmstadt wurde mit Ausführungsverordnung vom 9. Dezember 1803 das Gerichtswesen neu organisiert. Für das Fürstentum Oberhessen (ab 1815 Provinz Oberhessen) wurde das „Hofgericht Gießen“ eingerichtet. Es war für normale bürgerliche Streitsachen Gericht der zweiten Instanz, für standesherrliche Familienrechtssachen und Kriminalfälle die erste Instanz. Übergeordnet war das Oberappellationsgericht Darmstadt. Die Rechtsprechung der ersten Instanz wurde durch die Ämter bzw. Standesherren vorgenommen und somit war für Bellersheim ab 1806 das „Patrimonialgericht der Fürsten Solms-Braunfels“ in Hungen zuständig. Nach der Gründung des Großherzogtum Hessen 1806 wurden die Aufgaben der ersten Instanz 1821–1822 im Rahmen der Trennung von Rechtsprechung und Verwaltung auf die neu geschaffenen Land- bzw. Stadtgerichte übertragen. Ab 1822 ließen die Fürsten Solms-Braunfels ihre Rechte am Gericht durch das Großherzogtum Hessen in ihrem Namen ausüben. „Landgericht Hungen“ war daher die Bezeichnung für das erstinstanzliche Gericht das für Bellersheim zuständig war. Auch auf sein Recht auf die zweite Instanz, die durch die Justizkanzlei in Hungen ausgeübt wurde verzichtete der Fürst 1823. Erst infolge der Märzrevolution 1848 wurden mit dem „Gesetz über die Verhältnisse der Standesherren und adeligen Gerichtsherren“ vom 15. April 1848 die standesherrlichen Sonderrechte endgültig aufgehoben.
Anlässlich der Einführung des Gerichtsverfassungsgesetzes mit Wirkung vom 1. Oktober 1879, infolge derer die bisherigen großherzoglich hessischen Landgerichte durch Amtsgerichte an gleicher Stelle ersetzt wurden, während die neu geschaffenen Landgerichte nun als Obergerichte fungierten, kam es zur Umbenennung in „Amtsgericht Hungen“ und Zuteilung zum Bezirk des Landgerichts Gießen.
Am 1. Juni 1934 wurde das Amtsgericht Hungen aufgelöst und Bellersheim dem Bezirk des Amtsgerichts Nidda zugeteilt.
Zum 1. Januar 2012 wurde auch das Amtsgericht Nidda gemäß Beschluss des hessischen Landtags aufgelöst und Bellersheim ging an das Amtsgericht Büdingen.

## Bevölkerung

### Einwohnerstruktur 2011
Nach den Erhebungen des Zensus 2011 lebten am Stichtag dem 9. Mai 2011 in Bellersheim 1005 Einwohner. Darunter waren 27 (2,7 %) Ausländer.
Nach dem Lebensalter waren 174 Einwohner unter 18 Jahren, 420 zwischen 18 und 49, 237 zwischen 50 und 64 und 177 Einwohner waren älter. Die Einwohner lebten in 420 Haushalten. Davon waren 114 Singlehaushalte, 117 Paare ohne Kinder und 141 Paare mit Kindern, sowie 33 Alleinerziehende und 12 Wohngemeinschaften. In 69 Haushalten lebten ausschließlich Senioren und in 291 Haushaltungen lebten keine Senioren.

### Einwohnerentwicklung
| Bellersheim: Einwohnerzahlen von 1830 bis 2020 | Bellersheim: Einwohnerzahlen von 1830 bis 2020 | Bellersheim: Einwohnerzahlen von 1830 bis 2020 | Bellersheim: Einwohnerzahlen von 1830 bis 2020 | Bellersheim: Einwohnerzahlen von 1830 bis 2020 |
| --- | ---------------------------------------------- | ---------------------------------------------- | ---------------------------------------------- | ---------------------------------------------- |
| Jahr |                                                |                                                |                                                | Einwohner                                      |
| 1830 | 1830                                           |                                                | 571                                            | 571                                            |
| 1834 | 1834                                           |                                                | 599                                            | 599                                            |
| 1840 | 1840                                           |                                                | 590                                            | 590                                            |
| 1846 | 1846                                           |                                                | 590                                            | 590                                            |
| 1852 | 1852                                           |                                                | 613                                            | 613                                            |
| 1858 | 1858                                           |                                                | 642                                            | 642                                            |
| 1864 | 1864                                           |                                                | 600                                            | 600                                            |
| 1871 | 1871                                           |                                                | 613                                            | 613                                            |
| 1875 | 1875                                           |                                                | 604                                            | 604                                            |
| 1885 | 1885                                           |                                                | 580                                            | 580                                            |
| 1895 | 1895                                           |                                                | 574                                            | 574                                            |
| 1905 | 1905                                           |                                                | 635                                            | 635                                            |
| 1910 | 1910                                           |                                                | 621                                            | 621                                            |
| 1925 | 1925                                           |                                                | 639                                            | 639                                            |
| 1939 | 1939                                           |                                                | 624                                            | 624                                            |
| 1946 | 1946                                           |                                                | 952                                            | 952                                            |
| 1950 | 1950                                           |                                                | 995                                            | 995                                            |
| 1956 | 1956                                           |                                                | 901                                            | 901                                            |
| 1961 | 1961                                           |                                                | 896                                            | 896                                            |
| 1967 | 1967                                           |                                                | 896                                            | 896                                            |
| 1971 | 1971                                           |                                                | 922                                            | 922                                            |
| 1987 | 1987                                           |                                                | 965                                            | 965                                            |
| 1991 | 1991                                           |                                                | 1.059                                          | 1.059                                          |
| 2000 | 2000                                           |                                                | 1.132                                          | 1.132                                          |
| 2005 | 2005                                           |                                                | 1.108                                          | 1.108                                          |
| 2011 | 2011                                           |                                                | 1.005                                          | 1.005                                          |
| 2015 | 2015                                           |                                                | 1.053                                          | 1.053                                          |
| 2020 | 2020                                           |                                                | 1.020                                          | 1.020                                          |
| Datenquelle: Historisches Gemeindeverzeichnis für Hessen: Die Bevölkerung der Gemeinden 1834 bis 1967. Wiesbaden: Hessisches Statistisches Landesamt, 1968. Weitere Quellen: nach 1970 Stadt Hungen; Zensus 2011 |                                                |                                                |                                                |                                                |

### Historische Erwerbstätigkeit
| • 1961: | Erwerbspersonen: 191 Land- und Forstwirtsch., 176 Prod. Gewerbe, 42 Handel, Verkehr und Nachrichtenübermittlung, 45 Dienstleistungen und Sonstiges. |

### Religion
In der Mitte des 16. Jahrhunderts konnte sich die Reformation durchsetzen. Erster evangelischer Pfarrer war Philipp Landvogt (1565)-1570. Danach ließen sich nur vereinzelt römisch-katholische Christen im Dorf nieder. Die konfessionelle Zusammensetzung der Einwohner änderte sich entscheidend nach dem Zweiten Weltkrieg, als viele Vertriebene und Flüchtlinge hier eine neue Heimat fanden.
Bis zu ihrer Vernichtung im Holocaust lebten in Bellersheim Juden. Zusammen mit den Juden in Wohnbach und Obbornhofen bildete man eine israelitische Gemeinde mit einer gemeinsamen Synagoge in Obbornhofen. Dort ist auch heute noch der jüdische Friedhof erhalten. Im 19. Jahrhundert unterhielt die Gemeinde eine jüdische Schule in Wohnbach.
Historische Religionszugehörigkeit
| Quelle: Historisches Ortslexikon |                                                        |
| • 1830:                          | 546 evangelische, 3 katholische, 22 jüdische Einwohner |
| • 1895:                          | 577 evangelische, 6 katholische Einwohner              |
| • 1961:                          | 729 evangelische, 161 katholische Einwohner            |

## Politik

### Ortsbeirat
Für den Stadtteil Bellersheim besteht ein Ortsbezirk (Gebiete der ehemaligen Gemeinde Bellersheim) mit Ortsbeirat und Ortsvorsteher nach der Hessischen Gemeindeordnung.
Der Ortsbeirat besteht aus sieben Mitgliedern. Bei den Kommunalwahlen in Hessen 2021 betrug die Wahlbeteiligung zum Ortsbeirat 55,98 %. Dabei wurden gewählt: Je ein Mitglied der SPD und des Bündnis 90/Die Grünen, zwei Mitglieder der CDU und drei Mitglieder der „Freien Wähler Hungen“ (FW). Der Ortsbeirat wählte Jörg Weil (FW) zum Ortsvorsteher.

### Wappen
Am 23. Juni 1965 wurde der Gemeinde Bellersheim im damaligen Landkreis Gießen ein Wappen mit folgender Blasonierung verliehen: Unter rotem Schildhaupt in von Schwarz und Gold gespaltenem Schild vorne ein von rechts nach links über einen goldenen Steigbügel laufender silberner Gürtel mit goldener Schnalle und Spitze, beseitet von 7 goldenen Schindeln.

## Kultur und Sehenswürdigkeiten
In Bellersheim wird das karnevalistischen Brauchtums durch den Carneval-Club-Bellersheim (CCB) und seine Mitglieder außerordentlich gepflegt und gefördert.

## Verkehr
Im Ort treffen sich die Landesstraßen 3131 und 3354. Im Südosten befindet sich der ehemalige Bahnhof Bellersheim-Obbornofen der Bahnstrecke Friedberg–Mücke, der „Horlofftalbahn.“ Er wurde 1897 erbaut. Nach der Streckenverlegung infolge des Braunkohletagebaus war er ohne Nutzung. Ein Haltepunkt wurde in einiger Entfernung vom Ort in nordöstlicher Richtung errichtet, der bis zur Stilllegung der Bahnstrecke benutzt wurde. Der Güterverkehr wurde am 31. Dezember 1997 beendet, der Personenverkehr am 4. April 2003. Seitdem wird die Strecke ab dem Bahnhof Wölfersheim-Södel nicht mehr befahren.